# Černý Kříž
Černý Kříž (niem. Schwarzes Kreuz) – osada (obręb ewidencyjny) oraz stacja kolejowa, położona w gminie Stožec, w południowych Czechach, w Parku Narodowym Szumawa.
W przeszłości znajdowała się w tym miejscu, otoczonym lasami, jedynie leśniczówka książąt Schwarzenbergów, w której gospodarowała rodzina Paleczek (od 1813 do 1957). W 1910 wybudowano tutaj linię kolejową z Czeskich Budziejowic do Volar oraz do granicy z Rzeszą Niemiecką w miejscowości Nové Údolí (niem. Vereinigte Böhmerwald-Lokalbahnen, czes. Sdružené pošumavské místní dráhy, zarządzaną przez kkStB). W tym okresie można było dostać się tą trasą aż do Bawarii.
Początkowo stację określano jako U černého kříže, od stojącego w pobliżu drewnianego krzyża. Dopiero w 1924 nadano obecną nazwę. W okresie międzywojennym mieszkało tutaj kilkadziesiąt osób, działał również pensjonat. Po aneksji Sudetenlandu przez III Rzeszę Černý Kříž przeżył krótkotrwały rozwój - zmodernizowano i unowocześniono linię kolejową, co usprawniło ruch pociągów. W okresie wojny miały się tutaj zatrzymywać także pociągi pośpieszne.
Po 1945 miejscowych Niemców wysiedlono, turystyka w góry Szumawy została znacznie ograniczona z powodu pasa granicznego (żelazna kurtyna), a linia kolejowa do Bawarii zamknięta. W 1951 okolicę spustoszyła powódź na Zimnej Wełtawie (czes. Studená Vltava, niem. Kalte Moldau), której wody dotarły aż do budynku dworca - utonęła wówczas żona gajowego.
W latach 50. XX wieku wskutek opadów śniegu stacja wielokrotnie była odcięta od świata. Około 1960 na krótki czas zmieniono nazwę stacji na České Žleby, od nazwy innej osady, oddalonej o 8 kilometrów.
Obecnie Černý Kříž nie ma stałych mieszkańców, ale funkcjonuje tutaj, podobnie jak przed wojną, pensjonat. Na stacji działa bufet i zatrzymują się pociągi do Novego Údolí, z których korzystają turyści wybierający się na szlaki turystyczne Szumawy.

## Stacja kolejowa
Budynek przy ulicy Stožec 32 został wybudowany według typowego projektu z 1892 dla austriackich dworców w małych miejscowościach. W 1947 doprowadzono do niej wodę. W przeszłości stała tutaj także wieża wodna oraz drewniany magazyn - obecnie została tylko rampa i dwa perony.